# Luca Chirico
Luca Chirico (Varese, 16 de juliol de 1992) fou un ciclista italià professional des del 2014 i fins al 2022.

## Palmarès
- 2010
  - 1r a la Tre Ciclistica Bresciana
  - 1r al Gran Premi dell'Arno
  - Vencedor d'una etapa al Gran Premi General Patton
- 2013
  - 1r al Gran Premi San Giuseppe
- 2017
  - Vencedor d'una etapa a la Volta a Sèrbia

### Resultats al Giro d'Itàlia
- 2015. 88è de la classificació general
- 2020. 85è de la classificació general